# Iglesia de Santa Ana (Detroit)
La Iglesia de Santa Ana o antes Catedral de Santa Ana (en francés: Sainte-Anne-de-Détroit, en inglés: Ste. Anne Church), fundada el 26 de julio de 1701, es la segunda parroquia católica en funcionamiento continuo más antigua en los Estados Unidos, establecida cuando la zona era una posesión francesa. La actual iglesia de estilo catedral gótico del renacimiento, construida en 1886, se encuentra en 1000 Ste. Anne en Detroit, Míchigan, en el barrio Richard-Hubbard, cerca del puente Ambassador y de la Michigan Central Station. 
Históricamente, la comunidad parroquial ha ocupado ocho edificios diferentes. Fue enumerado en el registro nacional de lugares históricos en 1976.  La entrada principal a la Iglesia está al frente de una gran plaza pavimentada de ladrillo. La actual parroquia es en gran parte proveniente de la comunidad hispana.

## Véase también

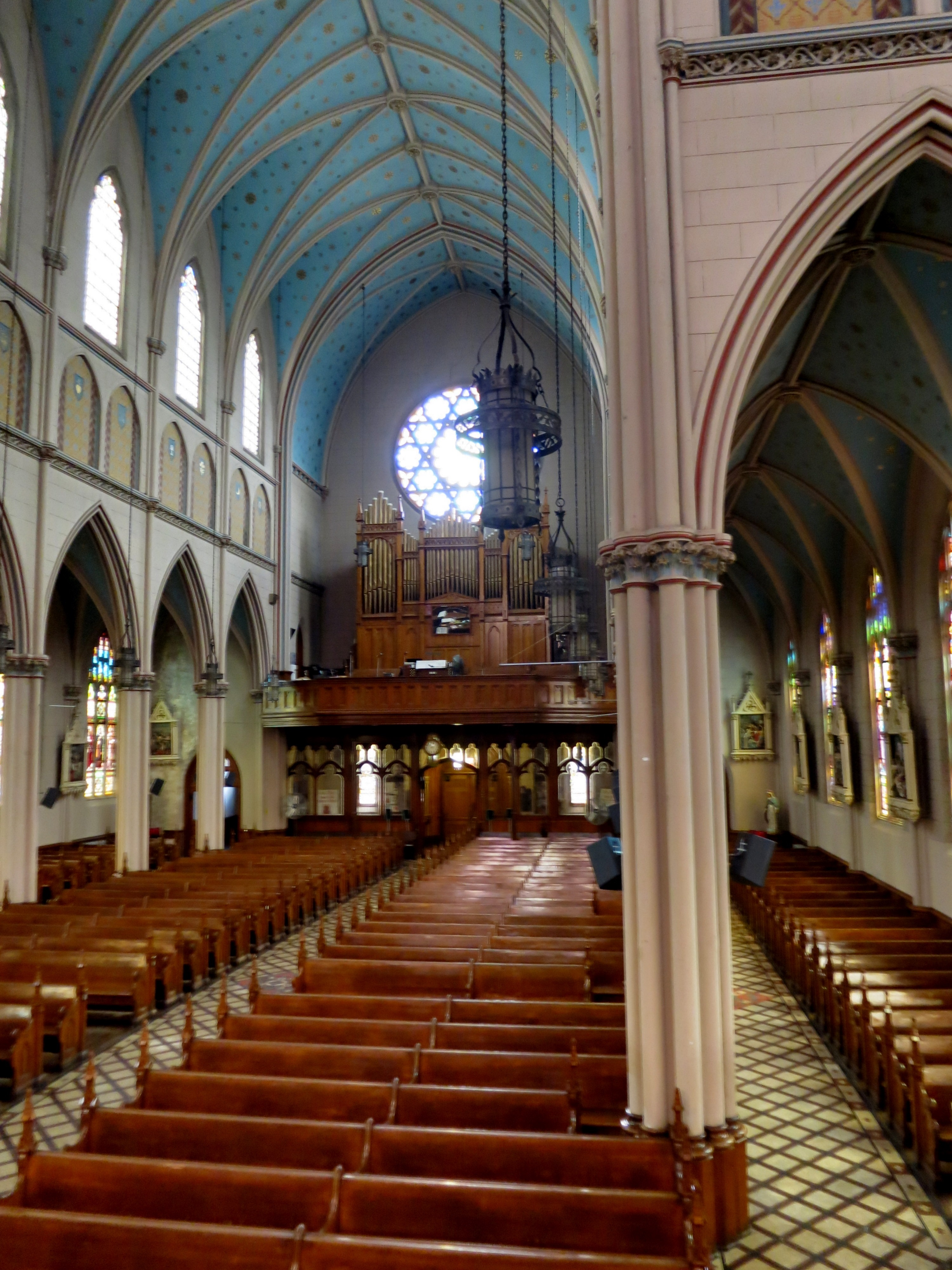
Vista interna